# Ла-Саль-лез-Альп
Ла-Саль-лез-Альп (фр. La Salle-les-Alpes, окс. La Sala los Aups) — коммуна во Франции, находится в регионе Прованс — Альпы — Лазурный Берег. Департамент коммуны — Верхние Альпы. Входит в состав кантона Ле-Монетье-ле-Бен. Округ коммуны — Бриансон.
Код INSEE коммуны — 05161.

## Население
Население коммуны на 2008 год составляло 909 человек.
| 1962 | 1968 | 1975 | 1982 | 1990 | 1999 | 2008 |
| ---- | ---- | ---- | ---- | ---- | ---- | ---- |
| 529  | 701  | 791  | 1009 | 981  | 976  | 909  |

## Экономика
В 2007 году среди 617 человек в трудоспособном возрасте (15—64 лет) 485 были экономически активными, 132 — неактивными (показатель активности — 78,6 %, в 1999 году было 73,7 %). Из 485 активных работали 476 человек (243 мужчины и 233 женщины), безработных было 9 (1 мужчина и 8 женщин). Среди 132 неактивных 30 человек были учениками или студентами, 68 — пенсионерами, 34 были неактивными по другим причинам.

## Достопримечательности
- Церковь Сен-Марселлин (XII и XVI века)
  - Часовня Нотр-Дам (1469 год)
  - Часовня Сен-Франсуа (XVII век)
  - Колокольня с часами

## Фотогалерея

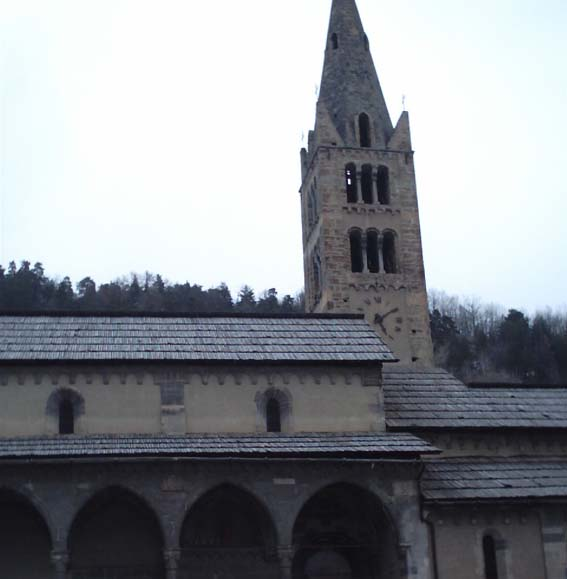
Церковь Сен-Марселлин
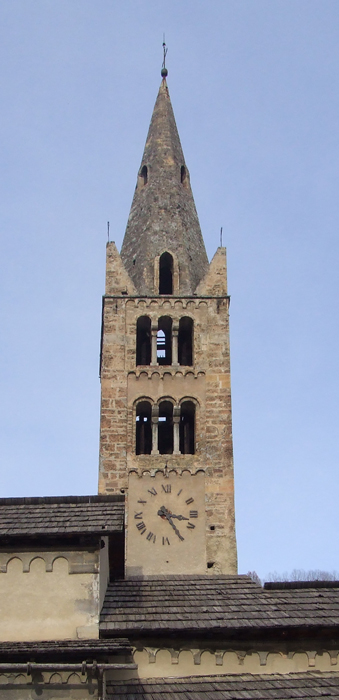
Колокольня с часами
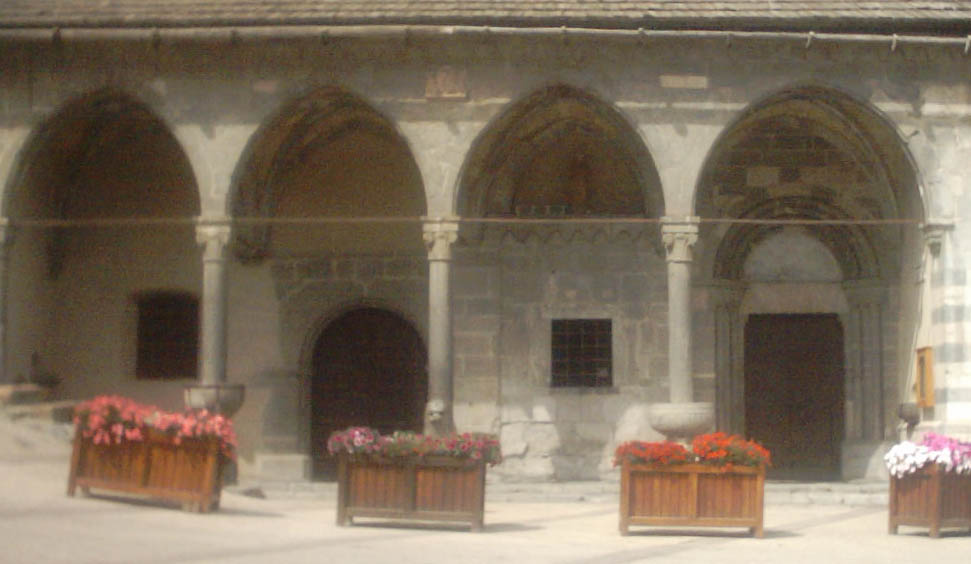
Паперть церкви